# Neriene angulifera
Neriene angulifera är en spindelart som först beskrevs av Schenkel 1953.  Neriene angulifera ingår i släktet Neriene och familjen täckvävarspindlar. Inga underarter finns listade i Catalogue of Life.